# Chiesa di Sant'Ambrogio (Sormano)
La chiesa di Sant'Ambrogio è la parrocchiale di Sormano, in provincia di Como e arcidiocesi di Milano; fa parte del decanato di Asso.

## Storia
Dal Liber seminarii mediolanensis del 1564 si apprende che la parrocchia sormanese era inserita nella pieve di Asso.
Nel 1677, con il benestare della Curia, iniziarono i lavori di ricostruzione della chiesa; l'edificio fu portato a compimento nel 1715, mentre le decorazioni vennero ultimate nel 1762.
Nella relazione della visita pastorale del 1752 dell'arcivescovo Giuseppe Pozzobonelli si legge che la parrocchiale, in cui aveva sede la confraternita del Santissimo Sacramento, aveva come filiali gli oratori di Santa Maria in località Gemù, di giuspatronato dei monaci Olivetani, dei Santi Nazaro e Celso, di Santa Maria detta del Sasso e del Santissimo Crocefisso e che i fedeli ammontavano a 715.
Nel 1882 fu realizzato il nuovo portale d'ingresso e a partire dal 1883 la chiesa venne interessata da un ampio restauro, in occasione del quale il pittore Carlo Inganni eseguì le decorazioni; nel 1890 si provvide poi a rinnovare la sagrestia.
L'arcivescovo Andrea Carlo Ferrari, durante la sua visita del 1898, trovò che la parrocchiale di Sant'Ambrogio, da cui dipendevano gli oratori del Sacro Cuore, di Santa Maria di Decinisio, del Santissimo Crocefisso di Lavello, della Beata Vergine di Caravaggio, della Beata Vergine Addolorata e Immacolata di Brazzova, dei Santi Nazaro e Celso di Mudronno e di San Rocco di Gemù, era sede delle confraternite della Beata Vergine del Carmine e del Santissimo Sacramento e dell'arciconfraternita della Buona morte.
Tra il 1932 e il 1936 furono condotti nuovi lavori di risistemazione della parrocchiale, durante i quali venne pure sostituito il portale d'ingresso; ulteriori restauri interessarono la chiesa tra gli anni settanta e ottanta.
Con la riorganizzazione territoriale dell'arcidiocesi voluta dal cardinale Giovanni Colombo, tra il 1971 e il 1972 la parrocchia confluì nel decanato di Asso, nato dalla trasformazione del precedente omonimo vicariato; nel 1990 si procedette all'adeguamento liturgico secondo le norme postconciliari mediante l'aggiunta della mensa eucaristica rivolta verso l'assemblea.

## Descrizione

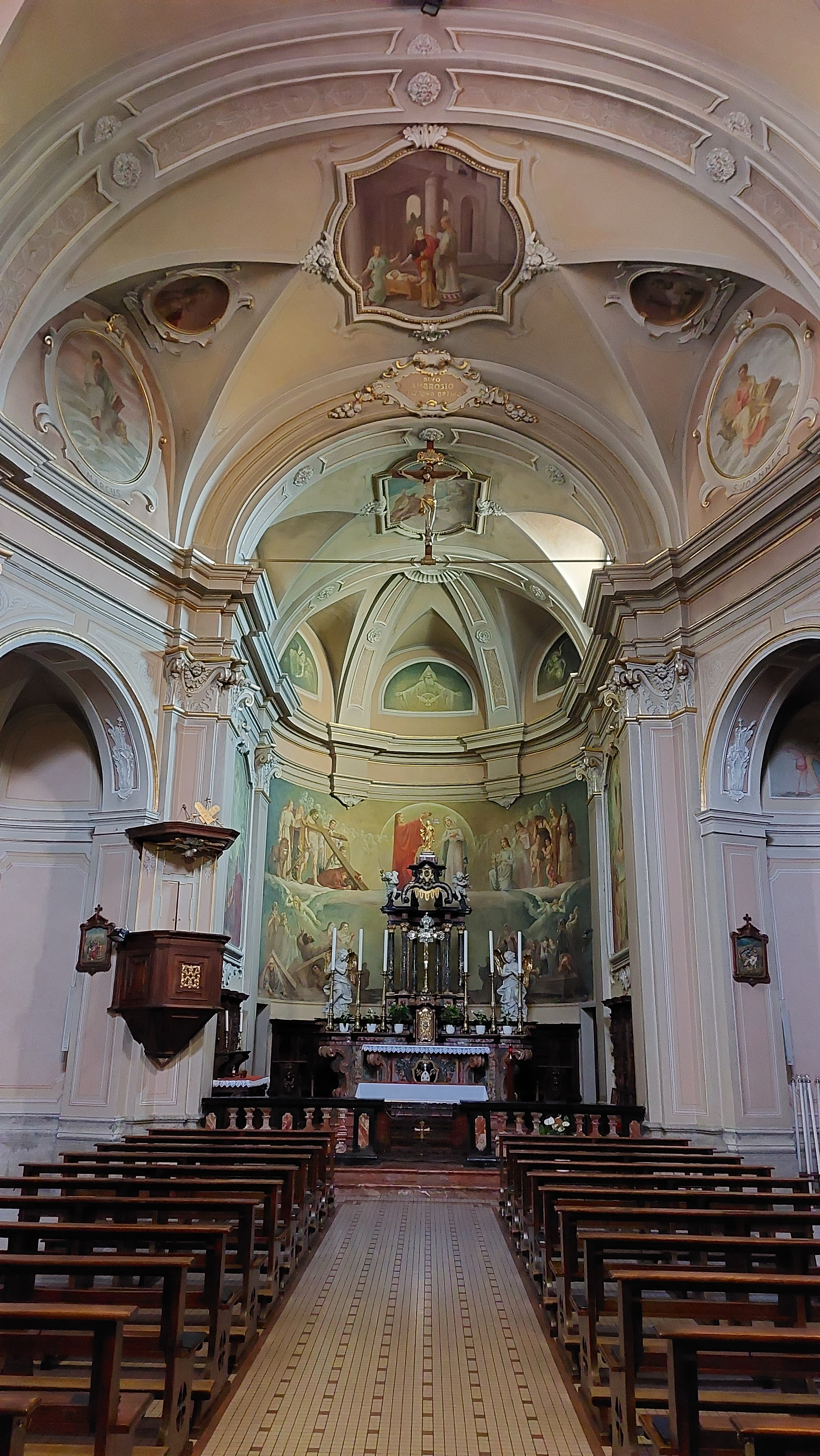
L'interno

### Esterno
La facciata a capanna della chiesa, rivolta a occidente e scandita da quattro lesene, è preceduta dal pronao, che si compone di due portichetti ai fianchi del portale, e presenta centralmente una finestra, sormontata da un orologio.
Annesso alla parrocchiale è il campanile a base quadrata, la cui cella, risalente al 1966, presenta su ogni lato una monofora a tutto sesto ed è coronata dalla guglia piramidale.

### Interno
L'interno, la cui pianta è ad andamento ellittico, si compone di un'unica navata, sulla quale si affacciano le cappelle laterali, introdotte da archi a tutto sesto, e le cui pareti sono scandite da lesene sopra le quali corre la trabeazione modanata e aggettante su cui si imposta la volta lunettata; al termine dell'aula si sviluppa il presbiterio, rialzato di due gradini, delimitato da balaustre e chiuso dall'abside di forma semicircolare.